# Чемпионат Ленинграда по футболу 1932
Чемпионат Ленинграда по футболу 1932  стал ХХХII-м первенством города. 
Чемпионат был  проведен спортивными секциями при Ленинградском областном совете профессиональных союзов (ЛОСПС) и Ленинградском областном совете физической культуры (ЛОСФК) как единое первенство — высшая группа (в этом сезоне носившая название «первая группа») разыгрывала первенство Ленинграда, вторая — первенство ЛОСПС.
Победителем в старшей (I) группе среди первых команд стала команда «Красная заря».

## Организация и проведение турнира
Чемпионат проводился в два этапа: весной 12 сильнейших команд города проводили однокруговой турнир, по итогам которого осенью 8 сильнейших команд без учета набранных очков на первом этапе разыгрывали в новом однокруговом турнире первенство. Одновременно 4 неудачника первого этапа совместно с 4 победителями районных соревнований ЛОСПС (в которых весной участвовали все остальные команды) образовывали вторую группу, где разыгрывали места с 9-го по 16-е. Таким образом, для сильнейших клубов первый (весенний) круг практически не имел соревновательного значения.
Остальные команды участвовали в осенних районных первенствах.
Чемпионы определялись по каждой из команд и в «клубном зачёте» с учетом дифференцированного числа очков в зависимости от старшинства команды; было предусмотрено снятие очков за удаления игроков в матче. По окончании осеннего круга предусматривались переходные игры между двумя слабейшими клубами I и двумя сильнейшими II групп (в «клубном зачёте»).
По итогам весеннего отборочного турнира в I группе перед главным (осенним) кругом выступали 8 клубов:
- «Динамо»
- «Красная заря»
- «Большевик»
- Завод им.Энгельса
- Пролетарский завод
- «Балтвод»
- «Промкооперация»
- «Красный путиловец»

## Ход турнира (I группа, первые команды)
Чемпионат стартовал 18 августа. Игры прошли в один круг.  

### Турнирная таблица[5]
| № | Команды             | 1   | 2   | 3   | 4   | 5   | 6   | 7   | 8   | В | Н | П | М       | У   | О   |
| - | ------------------- | --- | --- | --- | --- | --- | --- | --- | --- | - | - | - | ------- | --- | --- |
|   | «Красная заря»      |     | 4:1 | 4:0 | 1:0 | 3:2 | 0:0 | 2:1 | 4:1 | 6 | 1 | 0 | 18 — 5  |     | 39  |
|   | «Динамо»            | 1:4 |     | 6:1 | 6:2 | 4:1 | 4:3 | 3:3 | 3:1 | 5 | 1 | 1 | 27 — 15 |     | 33  |
|   | «Большевик»         | 0:4 | 1:6 |     | 4:1 | 3:1 | 5:4 | 3:2 | 9:2 | 5 | 0 | 2 | 25 — 20 |     | 30  |
| 4 | Пролетарский завод  | 0:1 | 2:6 | 1:4 |     | 2:1 | 5:0 | 0:1 | 4:1 | 3 | 0 | 4 | 14 — 14 | -½  | 17½ |
| 5 | «Балтвод»           | 2:3 | 1:4 | 1:3 | 1:2 |     | 1:0 | 6:4 | 4:0 | 3 | 0 | 4 | 16 — 16 | -½  | 17½ |
| 6 | «Промкооперация»    | 0:0 | 3:4 | 4:5 | 0:5 | 0:1 |     | 3:0 | 5:2 | 2 | 1 | 4 | 15 — 17 | -1  | 14  |
| 7 | Завод им.Энгельса   | 1:2 | 3:3 | 2:3 | 1:0 | 4:6 | 0:3 |     | 2:4 | 1 | 1 | 5 | 13 — 21 | -1  | 8   |
| 8 | «Красный путиловец» | 1:4 | 1:3 | 2:9 | 1:4 | 0:4 | 2:5 | 4:2 |     | 1 | 0 | 6 | 11 — 31 | -1½ | 4½  |

### Потуровая таблица[6]
| № тура / Команда    | 1              | 2 | 3 | 4 | 5 | 6 | 7 |   |
| ------------------- | -------------- | - | - | - | - | - | - | - |
| № тура / Команда    | «Красная заря» | 3 | 3 | 2 | 1 | 1 | 1 | 1 |
| «Динамо»            | 5              | 5 | 6 | 6 | 3 | 3 | 2 |   |
| «Большевик»         | 2              | 1 | 1 | 2 | 2 | 2 | 3 |   |
| Пролетарский завод  | 6              | 4 | 3 | 3 | 4 | 4 | 4 |   |
| «Балтвод»           | 7              | 8 | 5 | 4 | 5 | 5 | 5 |   |
| «Промкооперация»    | 1              | 2 | 4 | 7 | 7 | 7 | 6 |   |
| Завод им.Энгельса   | 4              | 6 | 7 | 5 | 6 | 6 | 7 |   |
| «Красный путиловец» | 8              | 7 | 8 | 8 | 8 | 8 | 8 |   |

### Матчи
| 12 сен | «Динамо» | 3:3 | Завод им.Энгельса |  |

| 12 сен | «Большевик» | 3:1 | «Балтвод» |  |

| 12 сен | «Промкооперация» | 5:2 | «Красный путиловец» |  |

| 12 сен | «Красная заря» | 1:0 | Пролетарский завод |  |

| 18 сен | «Красная заря» | 0:0 | «Промкооперация» |  |

| 18 сен | Пролетарский завод | 2:1 | «Балтвод» |  |

| 19 сен | «Большевик» | 3:2 | Завод им.Энгельса |  |

| ~18 окт (перенос) | «Динамо» | 3:1 | «Красный путиловец» |  |

| 24 сен | «Красная заря» | 4:1 | «Динамо» |  |

| 24 сен | Пролетарский завод | 5:0 | «Промкооперация» |  |

| 24 сен | «Большевик» | 9:2 | «Красный путиловец» |  |

| 24 сен | «Балтвод» | 6:4 | Завод им.Энгельса |  |

| 29 сен | «Красная заря» | 4:0 | «Большевик» |  |

| 29 сен | «Балтвод» | 4:0 | «Красный путиловец» |  |

| ~29 сен | Завод им.Энгельса | 1:0 | Пролетарский завод |  |

| 30 сен | «Динамо» | 4:3 | «Промкооперация» |  |

| 3 окт | «Большевик» | 5:4 | «Промкооперация» |  |

| 5 окт | «Красная заря» | 3:2 | «Балтвод» |  |

| 6 окт | «Динамо» | 6:2 | Пролетарский завод |  |

| 6 окт | «Красный путиловец» | 4:2 | Завод им.Энгельса |  |

| 14 окт | «Балтвод» | 1:0 | «Промкооперация» |  |

| ~15 окт | Пролетарский завод | 4:1 | «Красный путиловец» |  |

| ~15 окт | «Красная заря» | 2:1 | Завод им.Энгельса |  |

| ~15 окт | «Динамо» | 6:1 | «Большевик» |  |

| ~20 окт | «Промкооперация» | 3:0 | Завод им.Энгельса |  |

| ~20 окт | «Динамо» | 4:1 | «Балтвод» |  |

| ~20 окт | «Большевик» | 4:1 | Пролетарский завод |  |

| 30 окт (перенос) | «Красная заря» | 4:1 | «Красный путиловец» |  |

### Клубный зачёт[7]

#### Победители в «младших» командах
- II команды — «Красная заря» & Завод им.Энгельса
- III —  «Динамо»
- IV —  «Динамо»
- V —  «Динамо»

#### «Клубный зачёт»
- Победитель —  «Динамо»
- 2 место — «Красная заря»
- 3 место — Пролетарский завод

В переходных матчах за право играть в I группе на будущий сезон Завод им.Энгельса переиграл (в «клубном зачете») «Электросилу», «Красный путиловец» — ГОМЗ.

## Младшие группы

### II группа

#### «Клубный зачёт»
- Победитель — «Электросила»
- 2 место — ГОМЗ
- 3 место — Завод им.Сталина

#### I команды
- Победитель — ГОМЗ
- 2 место — Завод им.Ленина
- 3 место — Завод им.Сталина

### Районные первенства ЛОСПС
- Смольнинский район — ЛОС
- Октябрьский район — 3-я табачная фабрика
- Выборгский район — Завод им.Свердлова
- Петроградский район — «Электрик»
- Нарвский район — «Красный треугольник»
- Московский район — «Пролетарская победа»
- Василеостровский район — Завод им.Казицкого
- Володарский район — ЛОМЗ